# Omar Amiralay
Omar Amiralay (* 20. Oktober 1944 in Damaskus, Syrien; † 5. Februar 2011 ebenda) war ein syrischer Filmemacher. Er galt als einer der führenden Dokumentaristen in der arabischen Welt.
Nach einem Studium an der Pariser Filmhochschule La fémis kehrte Amiralay 1970 nach Syrien zurück. In seiner künstlerischen Ausbildung unterschied er sich von den meisten syrischen Filmemachern, die in der Sowjetunion oder in Osteuropa studiert hatten. Er drehte und veröffentlichte Dokumentarfilme über die Tabqa-Talsperre am Euphrat, deren Ausstrahlung wegen der Kritik am korrupten Staatsapparat in Syrien verboten wurde. Bei den Filmfestspielen in Berlin von 1976 gewann er den Interfilm Award – Otto Dibelius Film Award für den Film Everyday Life in a Syrian Village (arabisch الحياة اليومية في قرية سورية).
Omar Amiralay erlag am 5. Februar 2011 den Folgen eines Herzinfarkts. Nur wenige Wochen nach seinem Tod brachen in Syrien, inspiriert durch die Ereignisse in den Nachbarländern, die ersten Proteste gegen Korruption aus, die den Rücktritt des Regimes forderten.